# Цешинський говір сілезької мови
Цешинський діалект (пол. gwara cieszyńska або dialekt cieszyński; чеська: těšínské nářečí, місцеві мешканці цю балачку, називають "po naszymu") — одна з Сілезьких говірок. Вона має своє коріння переважно в польській мові, але має також сильний вплив  чеської, німецької і навіть словацької мови. У Цешинській Сілезії нею розмовляють, з обох боків польсько-чеського кордону. Відчувається нестача деякого офіційного кодифікування і збереження розмовної мови. Діалект краще зберігся сьогодні, ніж діалекти інших західних слов'янських регіонів. 
Лінгвісти польської і чеської етнічної приналежності відрізняються в їх видах класифікації діалекту. Чехи прагнуть об'єднати його разом з моравським і лачианським діалектами. Поляки прагнуть класифікувати його як сілезький діалект польської мови. Хоча діалект має своє коріння переважно в польській мові (фонологія і морфологія мають спільне коріння з польською мовою), розвиток діалекту має перехідну природу.
На Чеській стороні кордону (у Заолжі) на ньому розмовляють переважно поляки. Його використовують в Заолжі, щоб зміцнювати відчуття крайової єдності. Перед  Другою світовою війною діалект зазнав великий вплив німецької мови. У 1920 Цешинська Сілезія була поділена між Польщею і Чехословаччиною. Після того, як діалект був розділено кордоном  в Чеській частині регіону він асимілювався чеською мовою (переважно словник і синтаксис) На іншому боці кордону діалект асимілювався польською мовою.